# Червоний гаолян (фільм)
 «Червоний гаолян» (кит.: 红高粱) — китайський воєнний фільм-драма 1987 року, повнометражний режисерський дебют Чжана Їмоу, поставлений за однойменним романом Мо Яня «Червноий гаолян».
Світова прем'єра фільму відбулася в лютому 1988 року на 38-му Берлінському міжнародному кінофестивалі, де він здобув головний приз — Золотий ведмідь.

## Сюжет
Дія фільму розгортається на рубежі 1920-х-1930-х років на північному сході Китаю. Історія починається як спогад, розказаний невидимим оповідачем, про долю його бабусі.
Бідну дев'ятнадцятирічну селянську дівчину Цзюцзі батьки видають заміж за хворого на проказу старого, власника виноградників. По дорозі в село чоловіка, що проходить через поле гаоляна, на процесію нападають бандити. Один з носильників паланкіна Цзюцзі Юй зупиняє нападників після чого ховається в полі, щоб наступного дня самому наскочити на бідну дівчину. Але Цзюцзі вдячна йому за своє врятоване життя, і вони займаються любов'ю посеред поля.
Проходить час. Після таємничого вбивства хворого на проказу старого молоді герої стають хазяями винокурні, де роблять гаолянове вино, що бадьорить дух та зціляє багато хвороб… Мирне життя перериває вторгнення японців. Разом з односельцями Юй і Цзюцзі встають на захист рідних гаолянових полів. Земля зрошується кров'ю й вогняно-червоним вином — селяни гинуть, але не здаються…

## У ролях
| • Ґун Лі               | … | Цзюцзі (Дев'яточка), бабуся оповідача |
| • Цзян Вень            | … | Юй, дідусь оповідача                  |
| • Тень Руцзюнь         | … | дядько Люохань                        |
| • Цзи Чуньхуа — бандит |   |                                       |
| • Цзи Лю               | … | дитина, батько оповідача              |

## Знімальна група
- Автор сценарію — Цзяньюй Чень, Вей Чжу за романом Мо Яня «Червоний гаолян» (1987)
- Режисер-постановник — Чжан Їмоу
- Продюсер — У Тяньмін
- Оператор — Гу Чанвей
- Композитор — Чжао Цзипун
- Художник-постановник — Янь Ґань

## Оцінка і критика
Відразу ж після виходу фільм привернув до себе увагу та успіх як у Китаї, так і по всьому світові: для китайської аудиторії він ознаменував новий етап у розвитку вітчизняного кінематографу, пов'язаний з появою так званого «п'ятого покоління» китайських кінематографістів, тоді як для зарубіжного глядача стрічка стала одним з перших творів, що прорвали ізоляцію, в якій опинився Китай за часів Культурної революції. Втім, сприйняття стрічки було неоднозначним: відомо, що режисер отримував тисячі листів із звинуваченнями в державній зраді.
«Червоний гаолян» став першим сучасним китайським фільмом, що потрапив у комерційний прокат США. Кінокритик Роджер Еберт, відмітивши візуальну чуттєвість фільму, досягнуту за допомогою системи Technicolor, що вийшла на заході з ужитку, писав: «Є сила в простоті цієї історії, в майже казковій якості її образів і шокуючої несподіванки її насильства, що Голлівуд у своїй досвідченості вже втратив».

## Нагороди та номінації
Фільм увійшов до списку «100 найкращих фільмів материкового Китаю» за версією журналу «Тайм» (позиція 12).
| Нагороди та номінації фільму «Червоний гаолян» | Нагороди та номінації фільму «Червоний гаолян» | Нагороди та номінації фільму «Червоний гаолян» | Нагороди та номінації фільму «Червоний гаолян» | Нагороди та номінації фільму «Червоний гаолян» | Нагороди та номінації фільму «Червоний гаолян» |
| Рік                                            | Кінофестиваль/кінопремія                       | Категорія/нагорода                             | Номінант                                       | Результат                                      |                                                |
| ---------------------------------------------- | ---------------------------------------------- | ---------------------------------------------- | ---------------------------------------------- | ---------------------------------------------- | ---------------------------------------------- |
| 1987                                           | Премія «Золотий фенікс» (Китай)                | Найкращий актор художнього фільму              | Цзян Вень                                      | Перемога                                       |                                                |
| 1988                                           | Берлінський міжнародний кінофестиваль          | Золотий ведмідь                                | Червоний гаолян                                | Перемога                                       |                                                |
| 1988                                           | Премія «Золотий півень»                        | Найкращий фільм                                | Червоний гаолян                                | Перемога                                       |                                                |
| 1988                                           | Премія «Золотий півень»                        | Найкращий режисер                              | Чжан Їмоу                                      | Номінація                                      |                                                |
| 1988                                           | Премія «Золотий півень»                        | Найкращий актор                                | Цзян Вень                                      | Номінація                                      |                                                |
| 1988                                           | Премія «Золотий півень»                        | Найкращий оператор                             | Гу Чанвей                                      | Перемога                                       |                                                |
| 1988                                           | Премія «Золотий півень»                        | Найкраща мужика до фільму                      | Чжао Цзипун                                    | Перемога                                       |                                                |
| 1988                                           | Премія «Золотий півень»                        | Найкраща робота художника-постановника         | Янь Ґань                                       | Номінація                                      |                                                |
| 1988                                           | Премія «Золотий півень»                        | Найкращий звук                                 | Ґу Чаньнінь                                    | Перемога                                       |                                                |
| 1988                                           | Премія «Сто квітів»                            | Найкращий фільм                                | Червоний гаолян                                | Перемога                                       |                                                |
| 1988                                           | Сіднейський міжнародний кінофестиваль          | Приз критиків                                  | Червоний гаолян                                | Перемога                                       |                                                |
| 1989                                           | Монреальський кінофестиваль                    | Срібна панда                                   | Червоний гаолян                                | Перемога                                       |                                                |